# بضائع منزلية

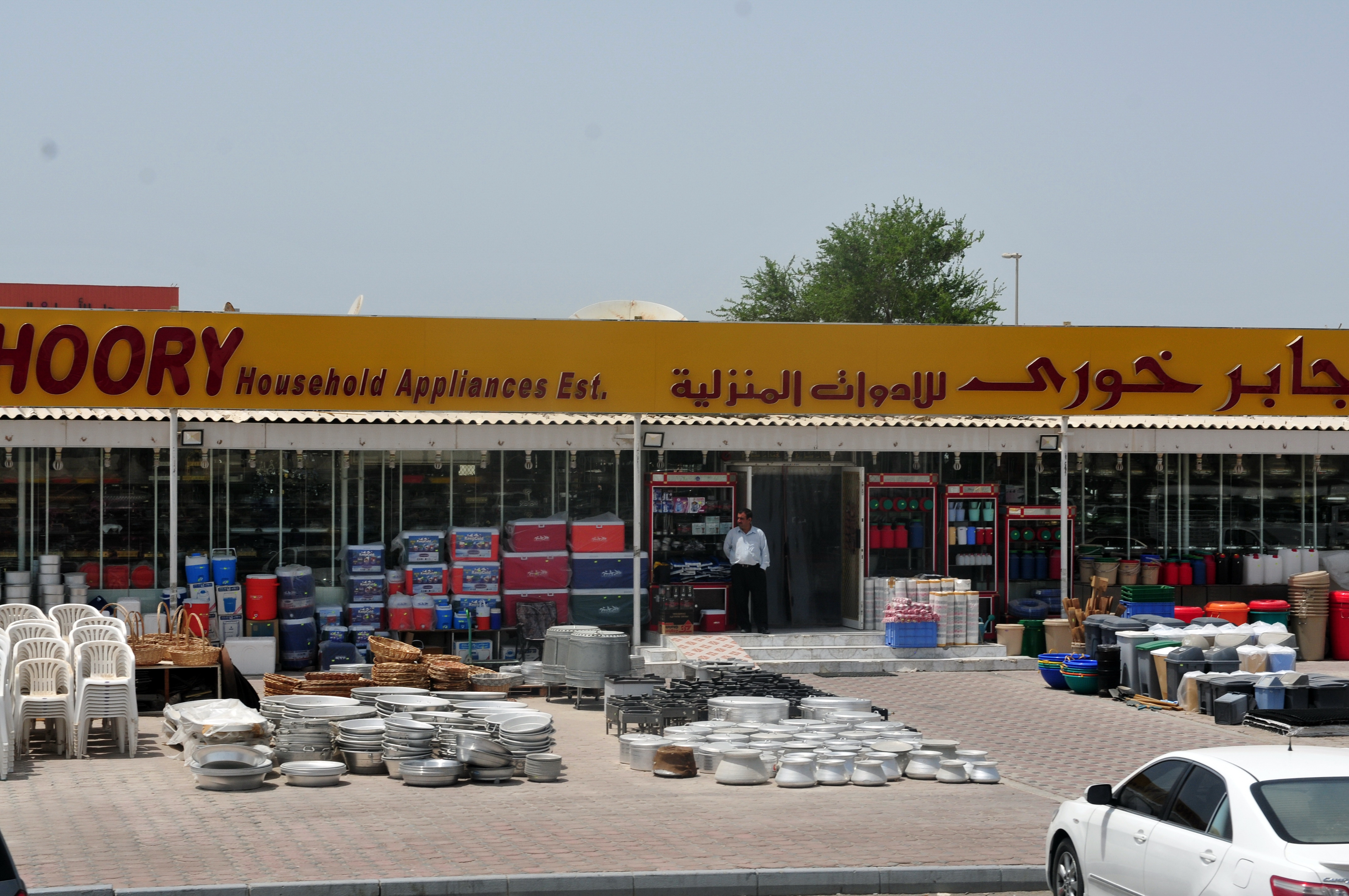
محل أدوات منزلية بأبي ظبي

الأدوات المنزلية كل شيء يستعمل لتزيين أو تأثيث المنزل، أو لإدارة شئونه، من أواني ومشغولات وأجهزة وغيرها.